# Ургубамахі
Ургубамахі (рос. Ургубамахи) — село Акушинського району, Дагестану Росії. Входить до складу муніципального утворення Сільрада Акушинська.
Населення — 1069 (2010).

## Населення
За даними перепису населення 2002 року в селі мешкало 830 осіб. У тому числі 393 (47,35 %) чоловіка та 437 (52,65 %) жінок.
Переважна більшість мешканців — даргинці (100 % від усіх мешканців). У селі переважає північнодаргинська мова.